# Azorella
Genre
Synonymes
- Apleura Phil.[1]
- Azorellopsis H.Wolff (es)[1]
- Chamitis Banks ex Gaertn.[1]
- Fragosa Ruiz & Pav.[1]
- Kirkophytum (Harms) Allan (en)[1]
- Laretia Gillies & Hook.[1]
- Lechleria Phil.[2]
- Mulinum Pers.[1]
- Pectophytum Kunth[1]
- Schizeilema Domin[1]
- Stilbocarpa (Hook.f.) Decne. & Planch.[1]
- Stylbocarpa Decne. & Planch., 1854[1]
- Trisciadium Phil.[2]

Azorella constitue un genre de plantes à fleurs de la famille des Apiacées. Communément appelées Azorelles, elles sont spécifiques des régions froides de l'hémisphère sud, en Amérique du Sud, en Nouvelle-Zélande et sur certaines îles sub-antarctiques. Ces plantes peuvent être herbacées ou des sous-arbrisseaux en forme de coussin.

## Taxonomie
Le genre Azorella fut créé par Lamarck en 1783 pour l'espèce Azorella filamentosa à partir d'éléments collectés par Commerson dans les “terres magellaniques” lors de l'expédition autour du monde de Bougainville. Lorsque Hooker décrivit ensuite d'autres espèces du genre Azorella, il supposa que Lamarck avait repris le nom de genre déjà retenu par Commerson. Certains y voient une allusion aux Açores, mais le lien ne semble pas évident et, en l'absence de notes explicatives, bien hypothétique.

## Description

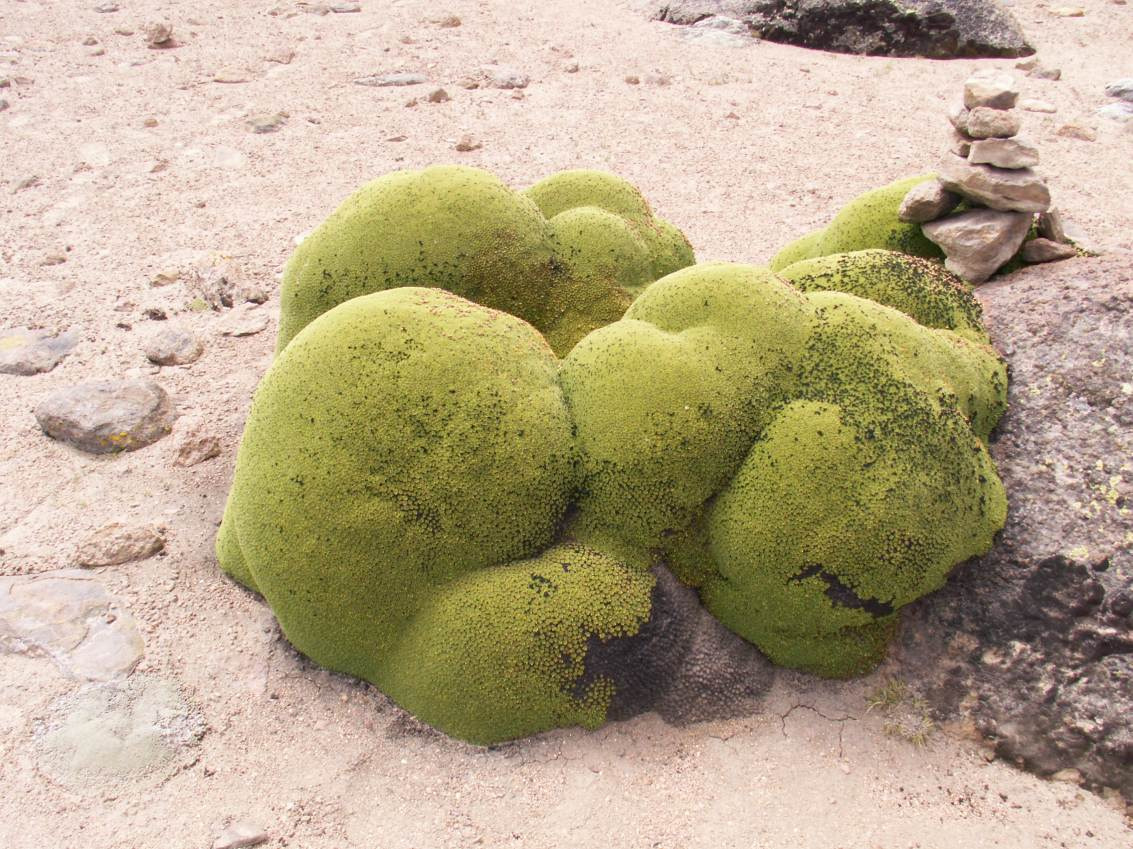
Azorella compacta, plante en coussin ligneuse.

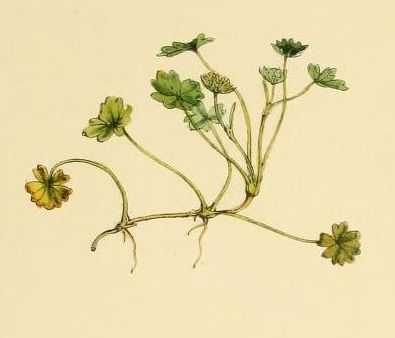
Azorella ranunculus, plante herbacée.

Les espèces du genre Azorella sont des vivaces cespiteuses, formant généralement des coussins hémisphériques ou plats typiques, dans de nombreux cas extrêmement durs.  Elles ont une racine pivotante épaisse et des branches abondamment ramifiées. Elles sont couvertes de débris foliaires persistants et surmontées d'une rosette de feuilles dense. La surface du coussin est fermée et les ombelles de fleurs ne dépassent généralement pas le niveau des feuilles. La croissance des branches est remarquablement lente. Azorella selago a une croissance en hauteur de 1,8 et 6,0 mm par an, tandis qu'Azorella compacta a une croissance radiale de 1,4 mm à4 mm par an, ce qui va de pair avec une très longue durée de vie, couramment 1000 ans. Tout au long de sa vie, chaque individu se propage et peut se fragmenter en unités plus petites, reliées par des organes souterrains, ou finalement indépendantes, mais génétiquement identiques.  L'union de deux ou plusieurs coussins peut également se produire.
Cependant, certaines espèces comme Azorella trifoliolata, Azorella biloba et Azorella diversifolia forment des touffes, ou des tapis lâches ou denses, mais ne forment pas de véritables coussins. Elles poussent grâce à des rhizomes vigoureux, parfois ligneux, plus ou moins profonds, avec des rosettes herbacées à l'extrémité de leurs ramifications. Azorella filamentosa et Azorella fuegiana sont des herbes avec des tiges minces et décombantes, qui forment des pelouses ou des coussins herbacés lâches. Dans tous les cas, la ramification est sympodiale.

### Feuillage

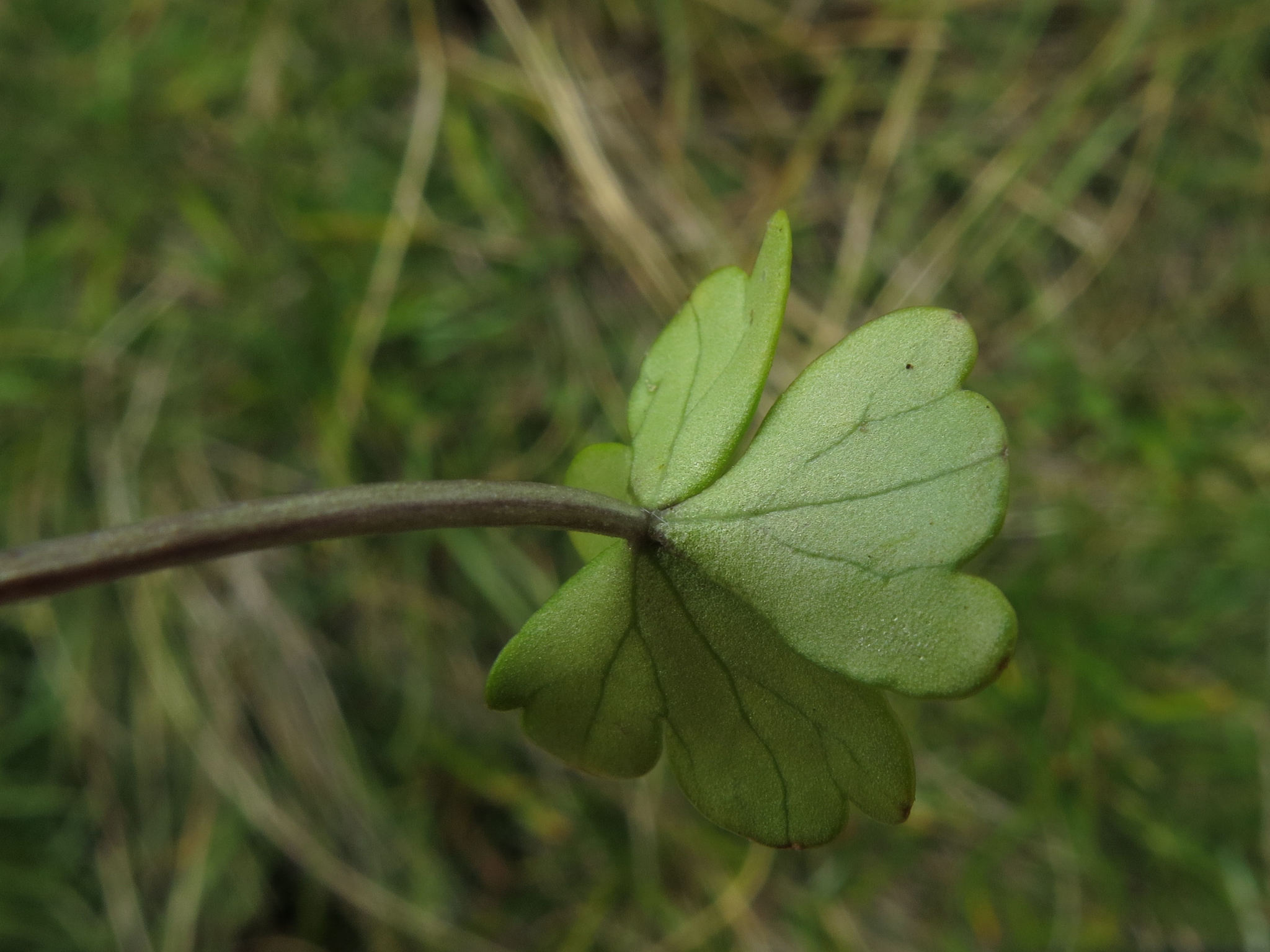
Azorella pallida, feuille.

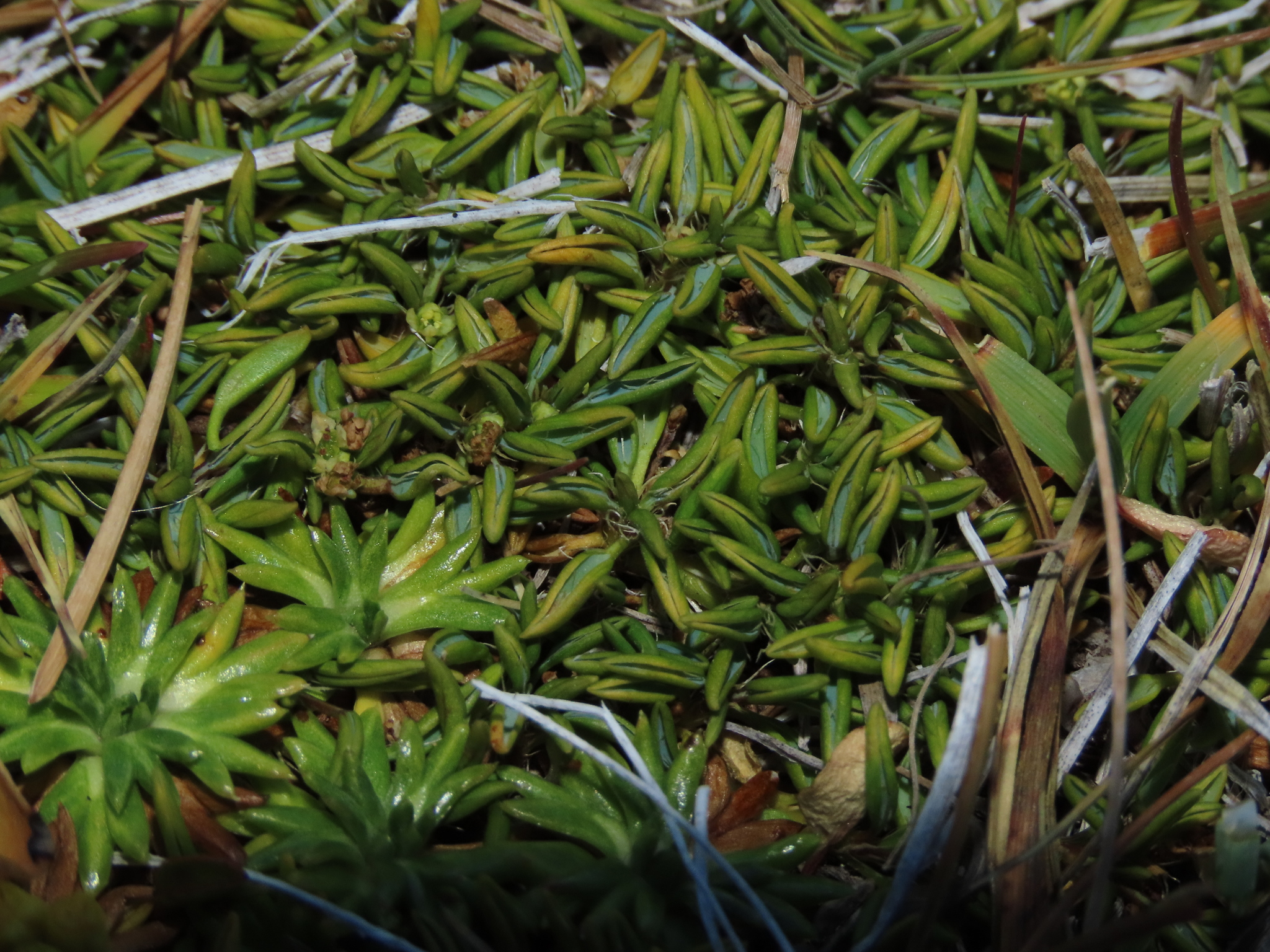
Azorella filamentosa, feuillage.

Les feuilles sont très variables ; elles peuvent être sessiles ou pétiolées, avec une marge lisse, ciliée, laciniée ou dentée. leur longueur totale variant de 5 à 100 mm. Les espèces au port typiquement en coussin ont des feuilles petites et sessiles. Les espèces qui ne forment pas de véritables coussins ont un limbe herbacé et le pétiole fin, nettement différencié. La morphologie des feuilles présente une grande variété de caractères xéromorphes telles que des feuilles petites et étroites, des surfaces stomatiques couvertes d'une pubescence dense, un épiderme sclérosé ou des surfaces brillantes. La grande variation de la morphologie des feuilles chez Azorella est d'une importance fondamentale pour la compréhension des différentes lignées de ce genre.

### Floraison

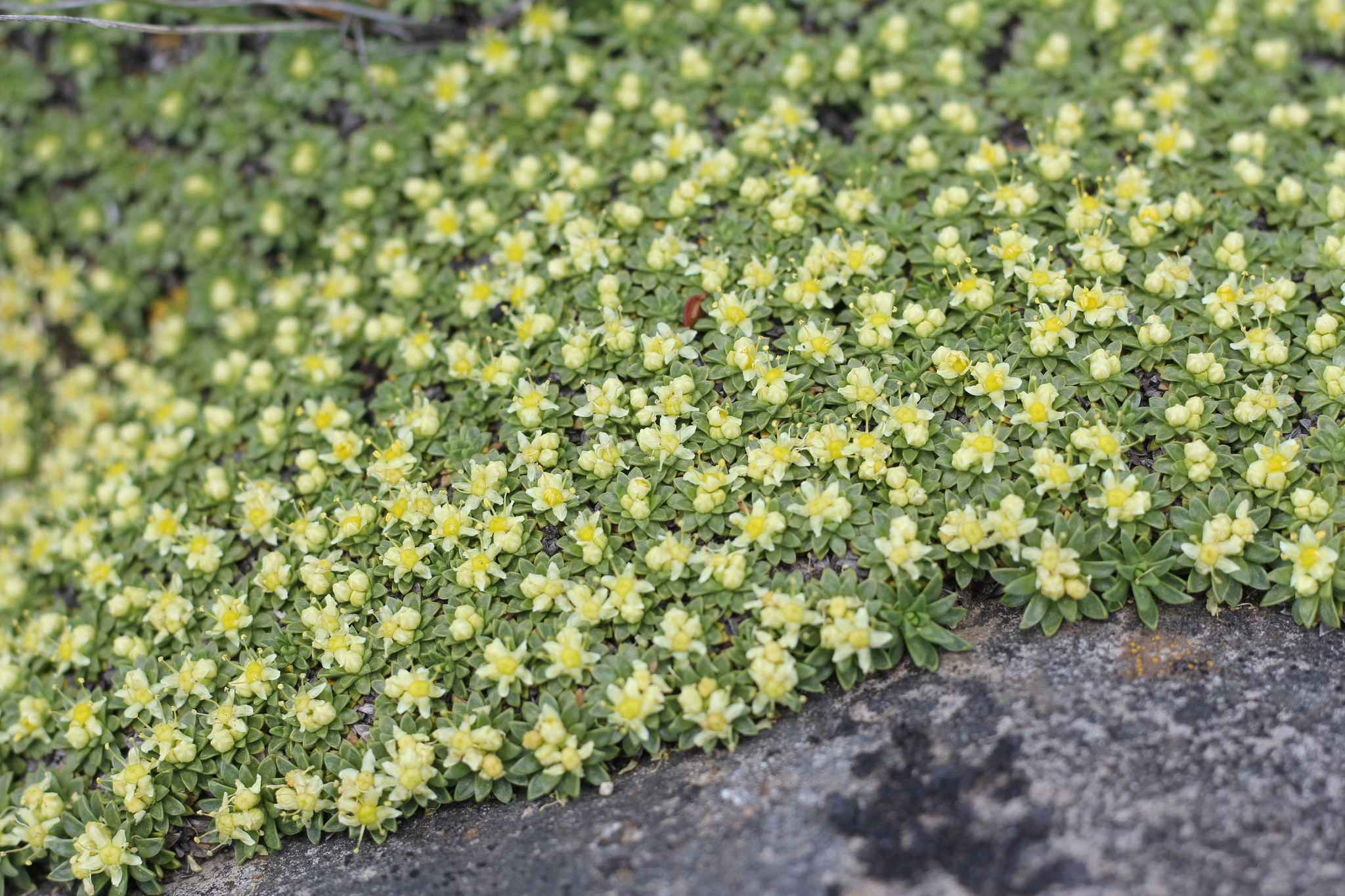
Azorella monantha - Fleurs (Argentine).

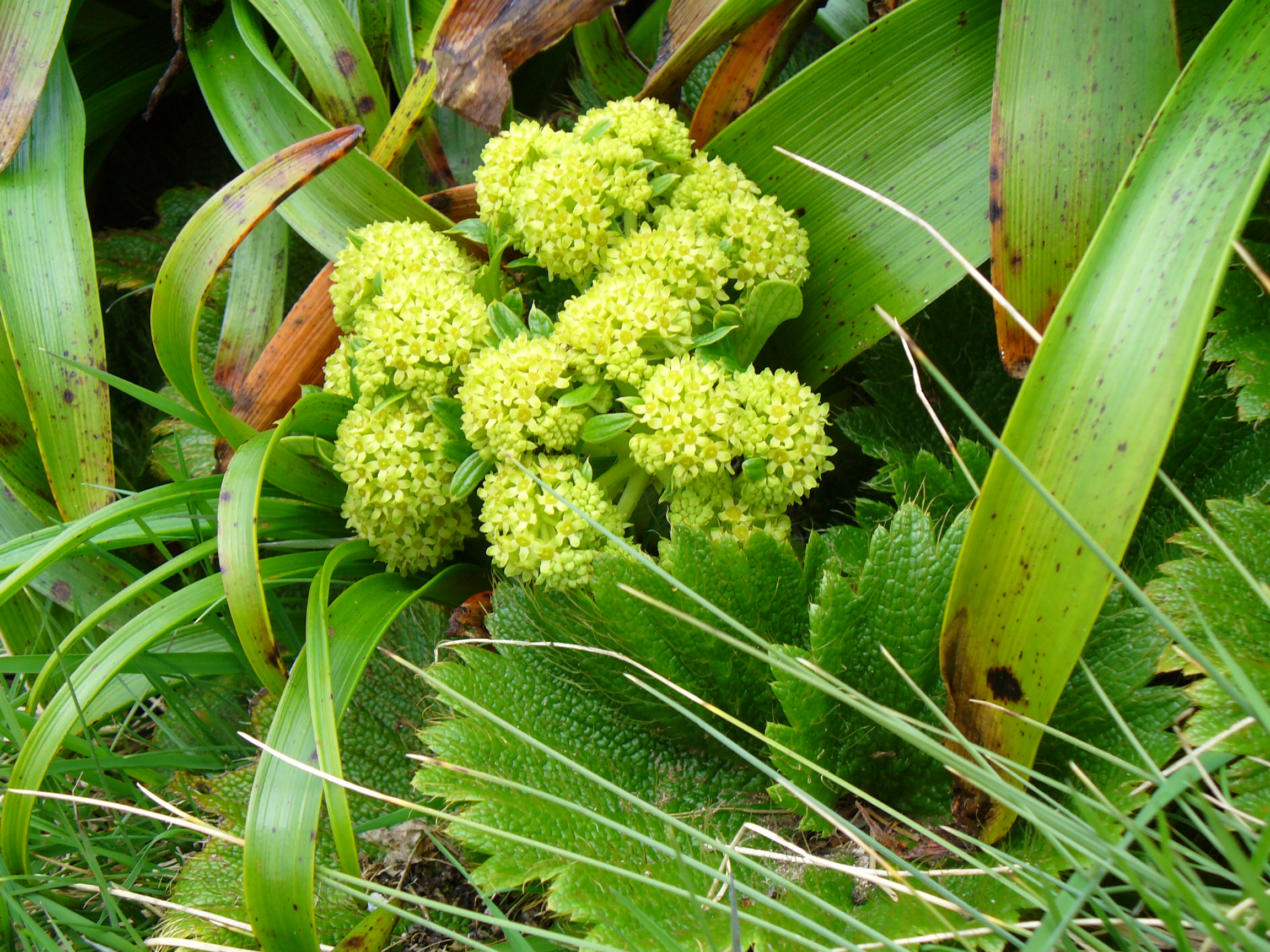
ombelle d'Azorella polaris.

L'inflorescence consiste en une seule ombelle terminale, avec un nombre variable de fleurs et de bractées, solitaires ou accompagnées, portées à l'aisselle des feuilles de la rosette. Chez les espèces en coussin, le nombre de fleurs et de bractées est réduit et les pédoncules et pédicelles sont raccourcis. C'est notamment le cas d'Azorella monantha dans lesquels l'inflorescence consiste en une seule fleur accompagnée d'une ou deux bractées. Les fleurs sont blanc verdâtre ou jaunâtre ; les pétales sont oblongs ou ovales et généralement plats ; les étamines et les styles sont courts.

### Fructification

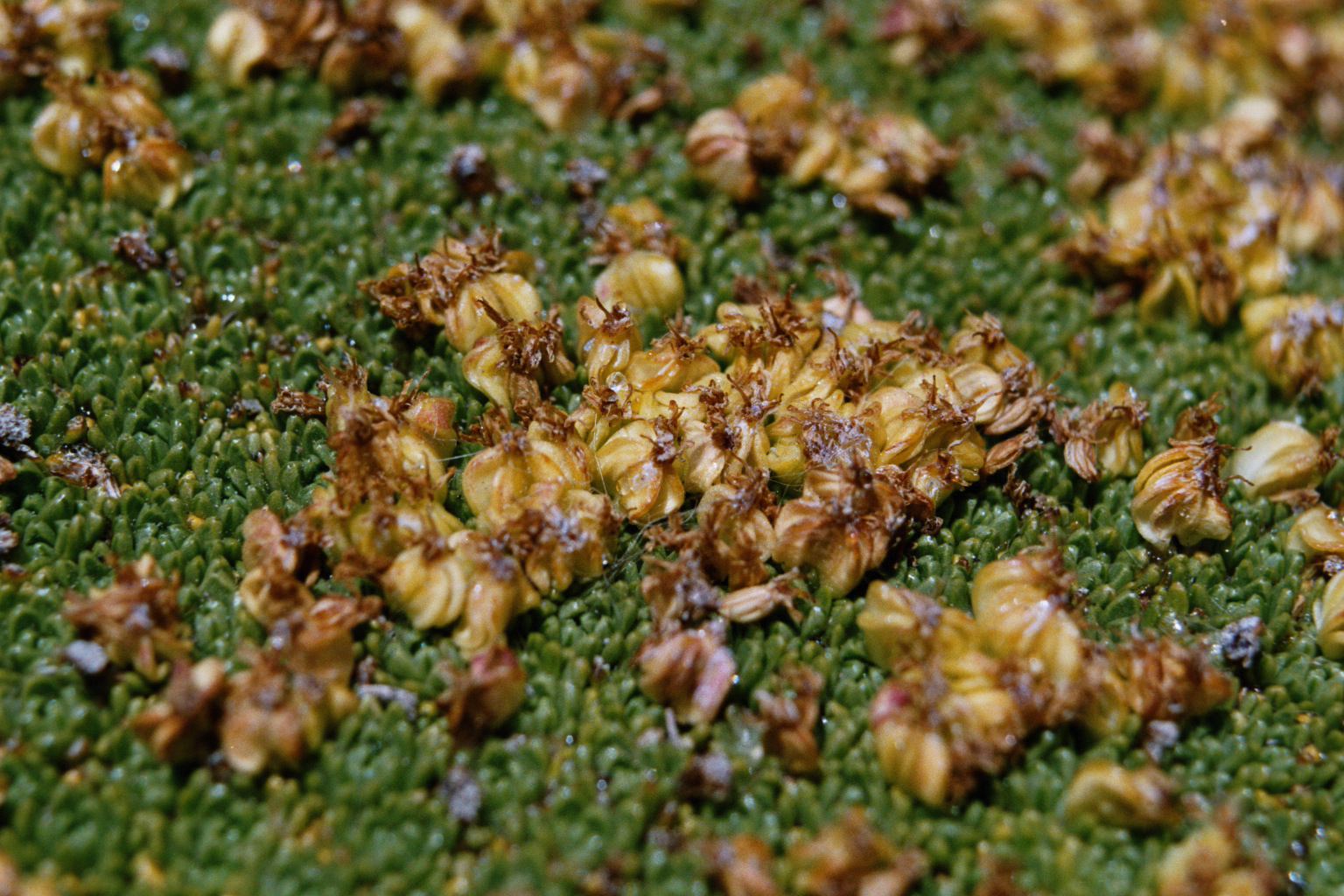
Azorella compacta, fruits.

Les fruits sont des schizocarpes cylindriques à ovoïdes, plus ou moins comprimés dorsalement, glabres et présente des côtes plus ou moins dessinées. Mais c'est l'absence d'ailes sur le fruit qui caractérise clairement le genre.

## Distribution
C'est un genre principalement Sud-américain, caractéristique des Cordillère des Andes, mais qui est réparti du Costa Rica aux îles subantarctiques et à la Nouvelle-Zélande. La plupart des espèces poussent en Patagonie andine où A. compacta est une composante importante des Hautes Andes, bien qu'il y ait également quelques espèces typiques dans l'écosystème antarctique. Dans cette vaste zone, il existe deux grands centres de diversité, l'un dans les régions andines de l'Équateur et du Pérou et l'autre en Patagonie andine.
Plus précisément, ce genre est présent au Costa Rica, en Colombie, en Équateur, au Pérou, en Bolivie, au Venezuela, au Nord et au Sud de l'Argentine, au Chili, dans l'archipel Crozet, dans les Îles Kerguelen et l'île Marion, à l'Est de l'Australie en Nouvelle-Galles du Sud et à Victoria, en Nouvelle-Zélande, dans les Îles Malouines, l'île Macquarie, les îles Heard-et-MacDonald et aux îles des Antipodes.

Quelques représentants du genre Azorella
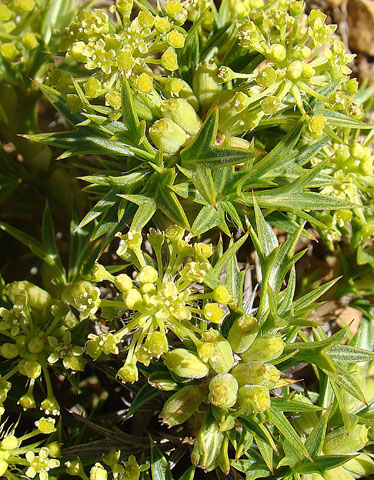
Azorella spinosa.
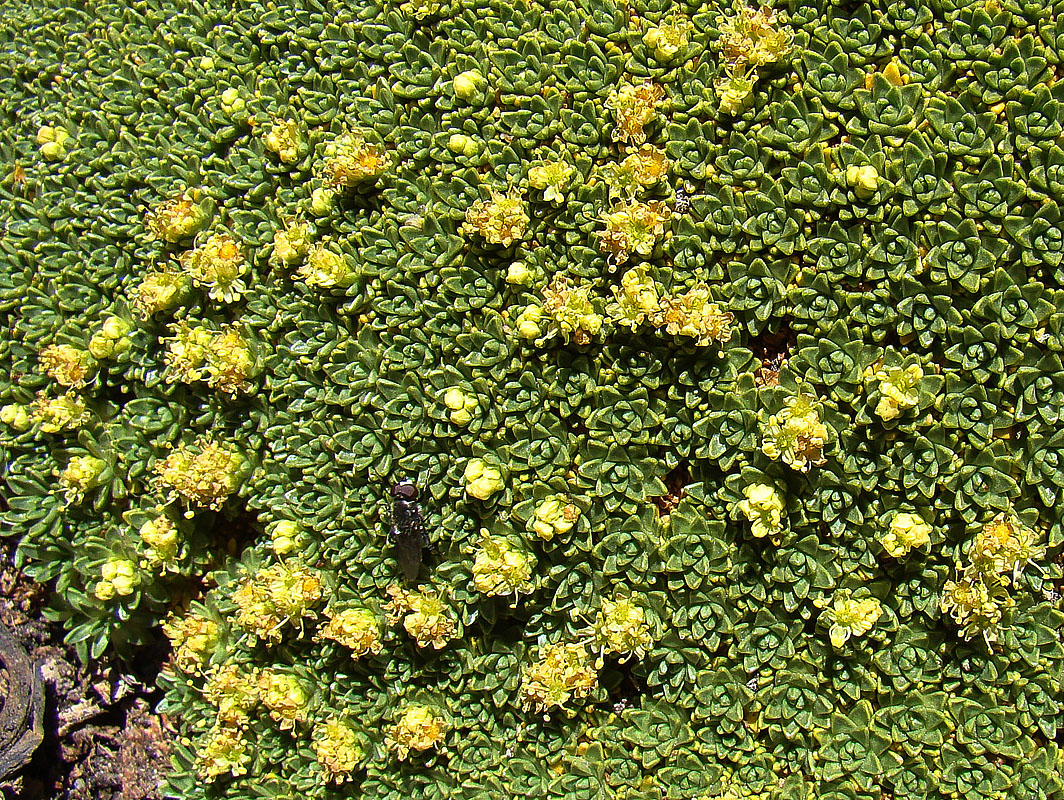
Azorella compacta.
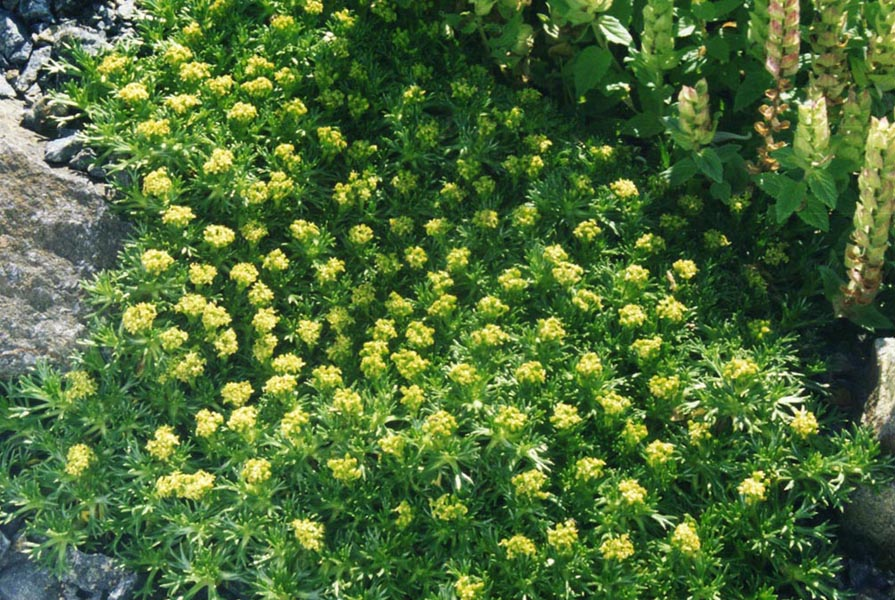
Azorella trifurcata.
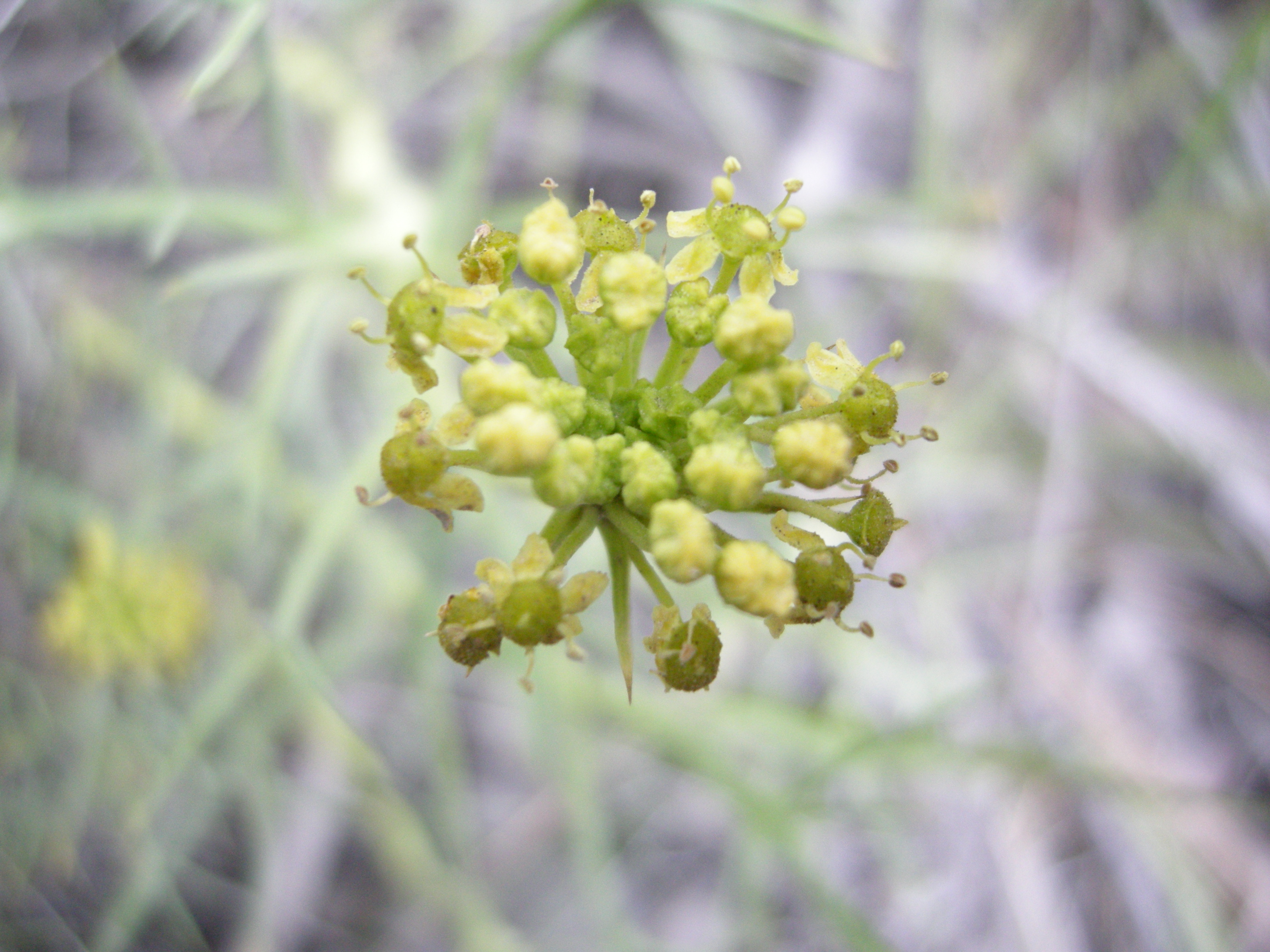
Azorella prolifera.
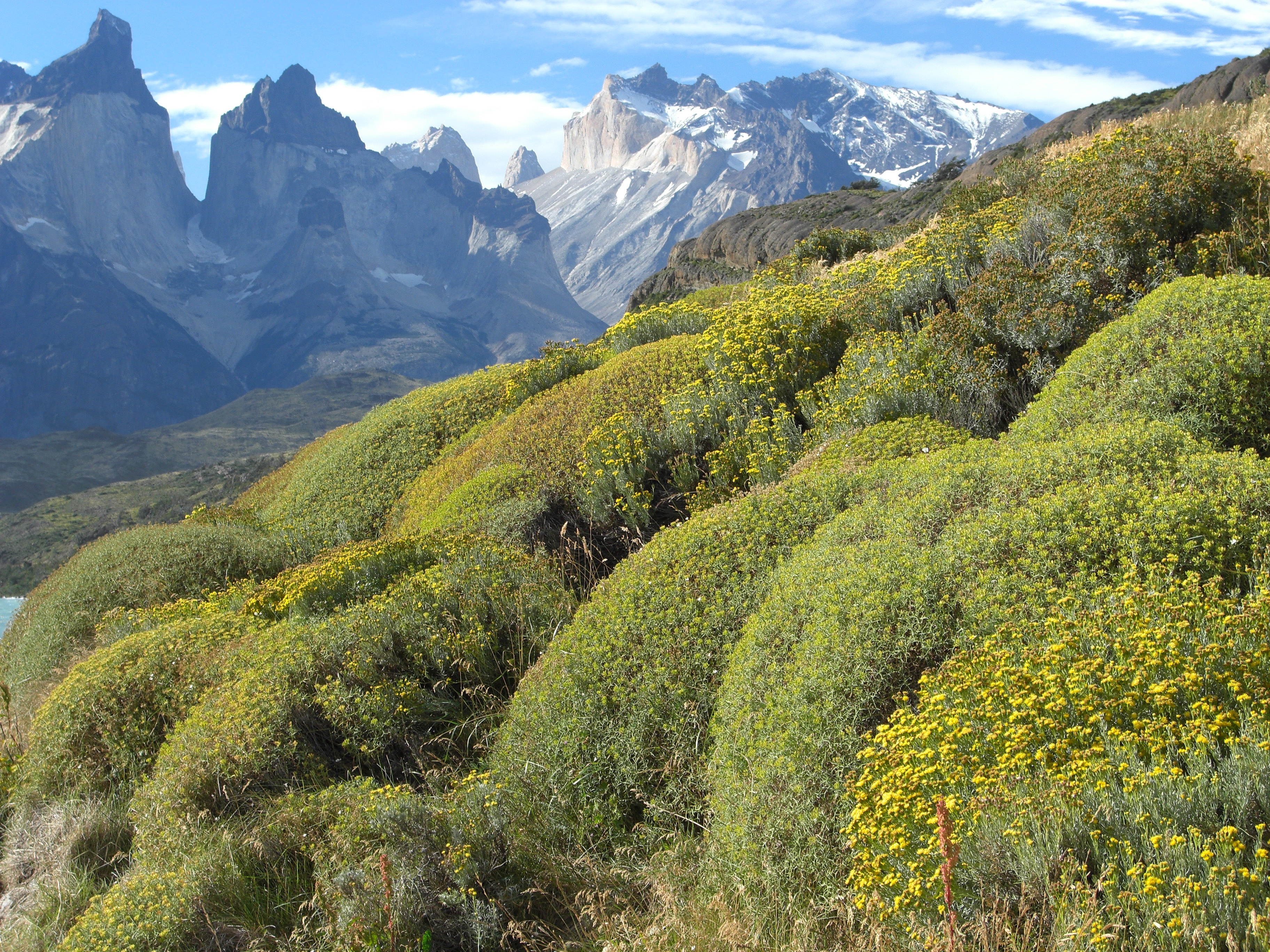
Azorella prolifera.
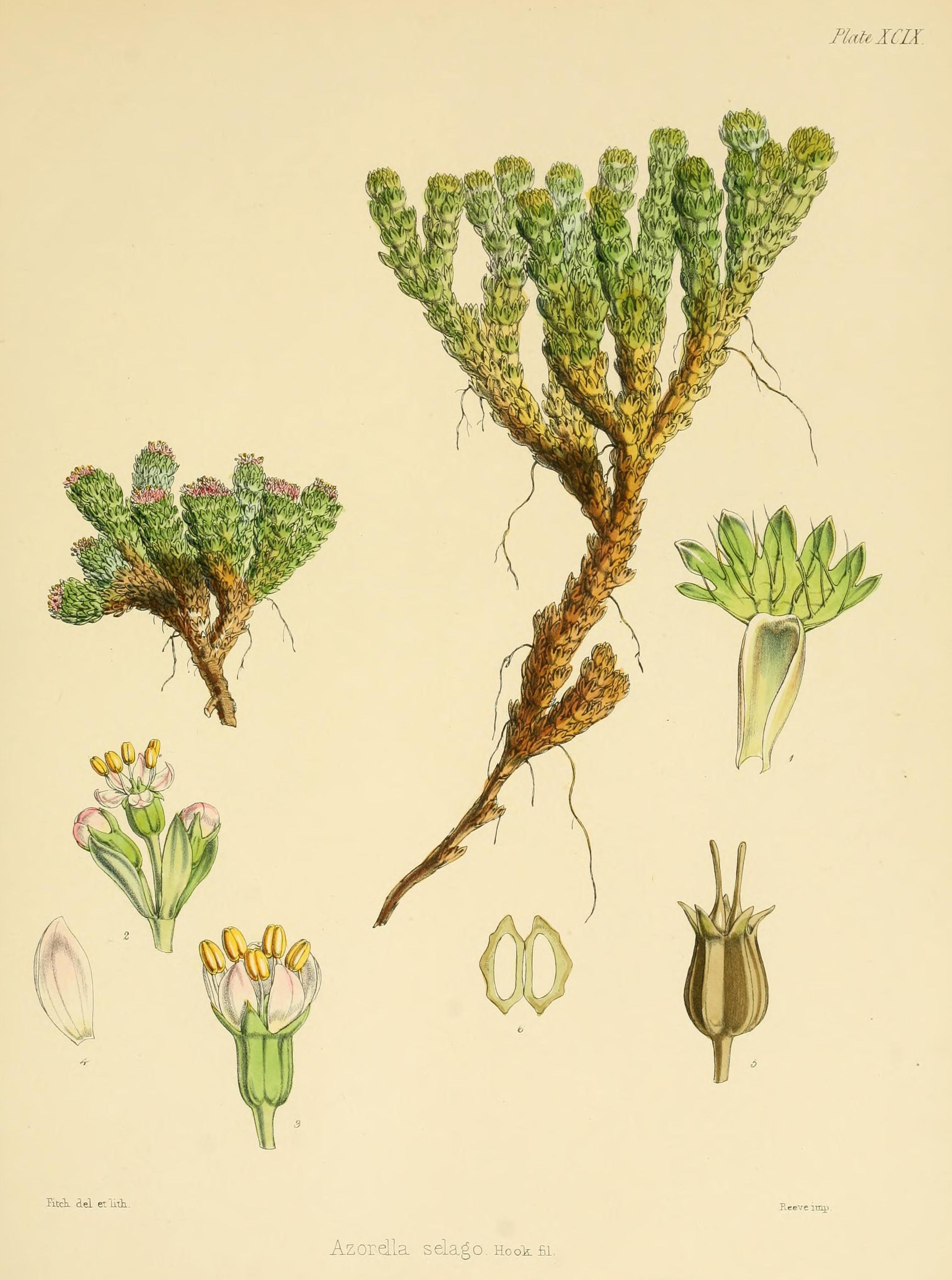
Azorella selago.
Azorella trifoliolata.
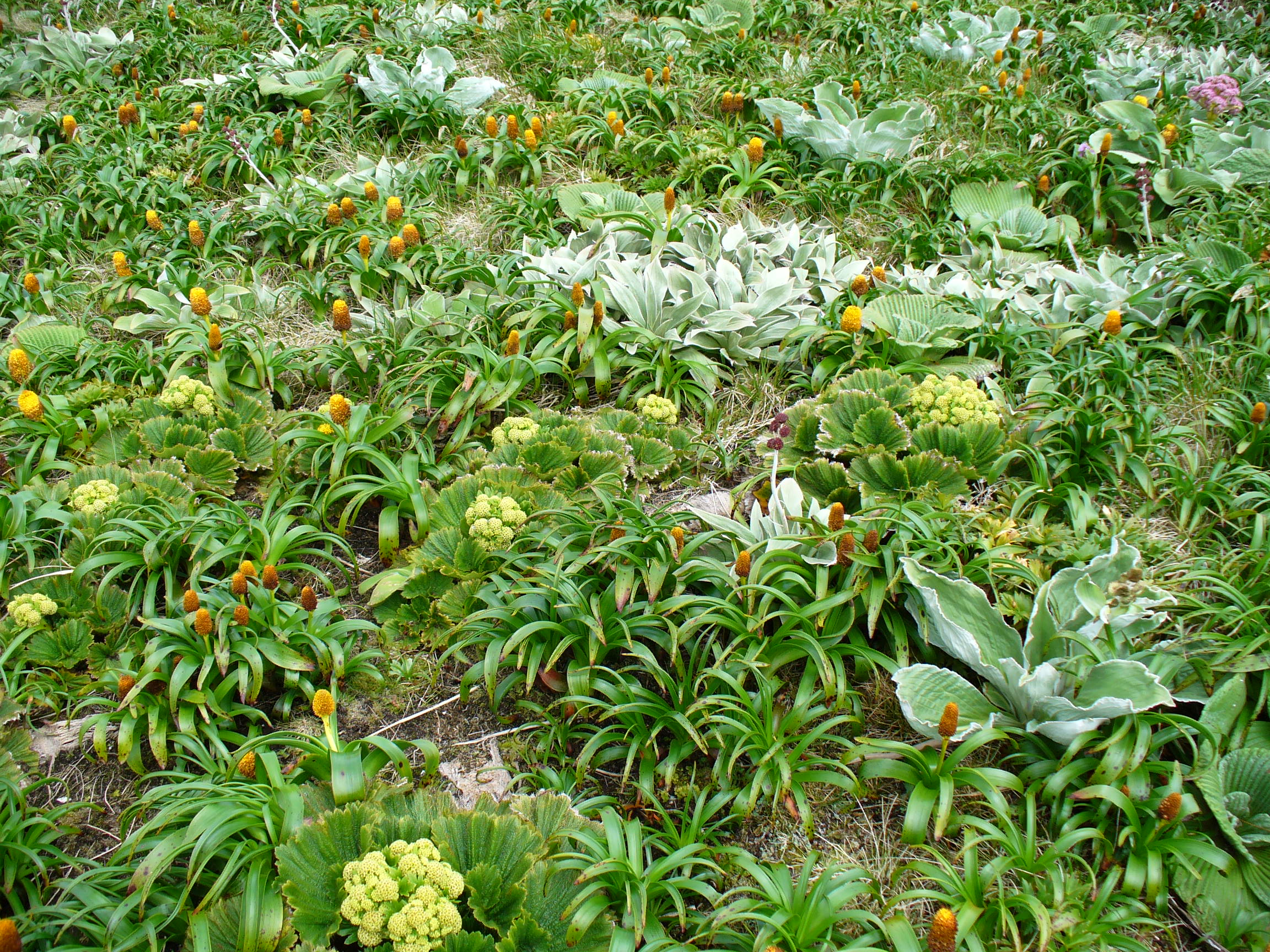
Azorella polaris.
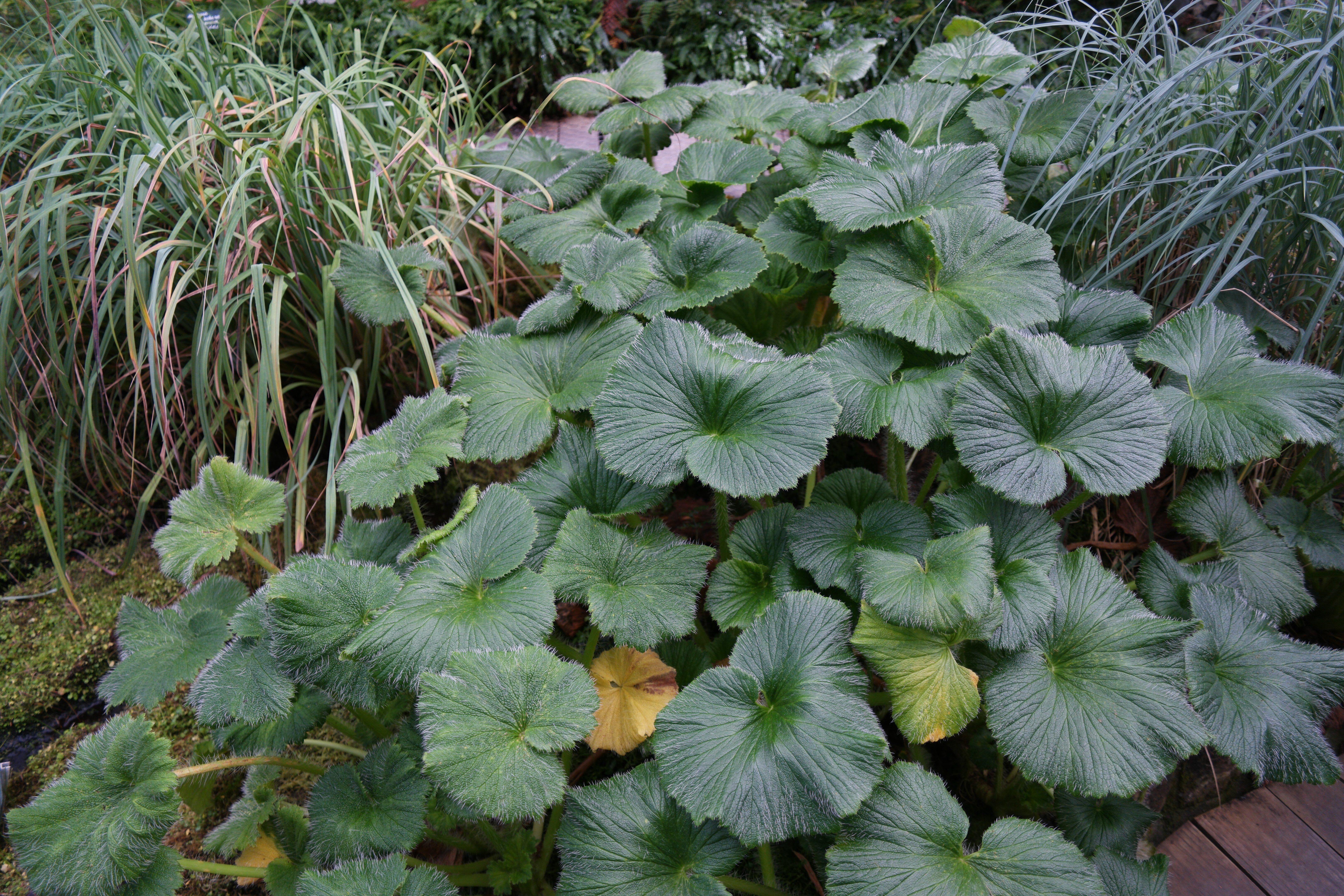
Azorella polaris.
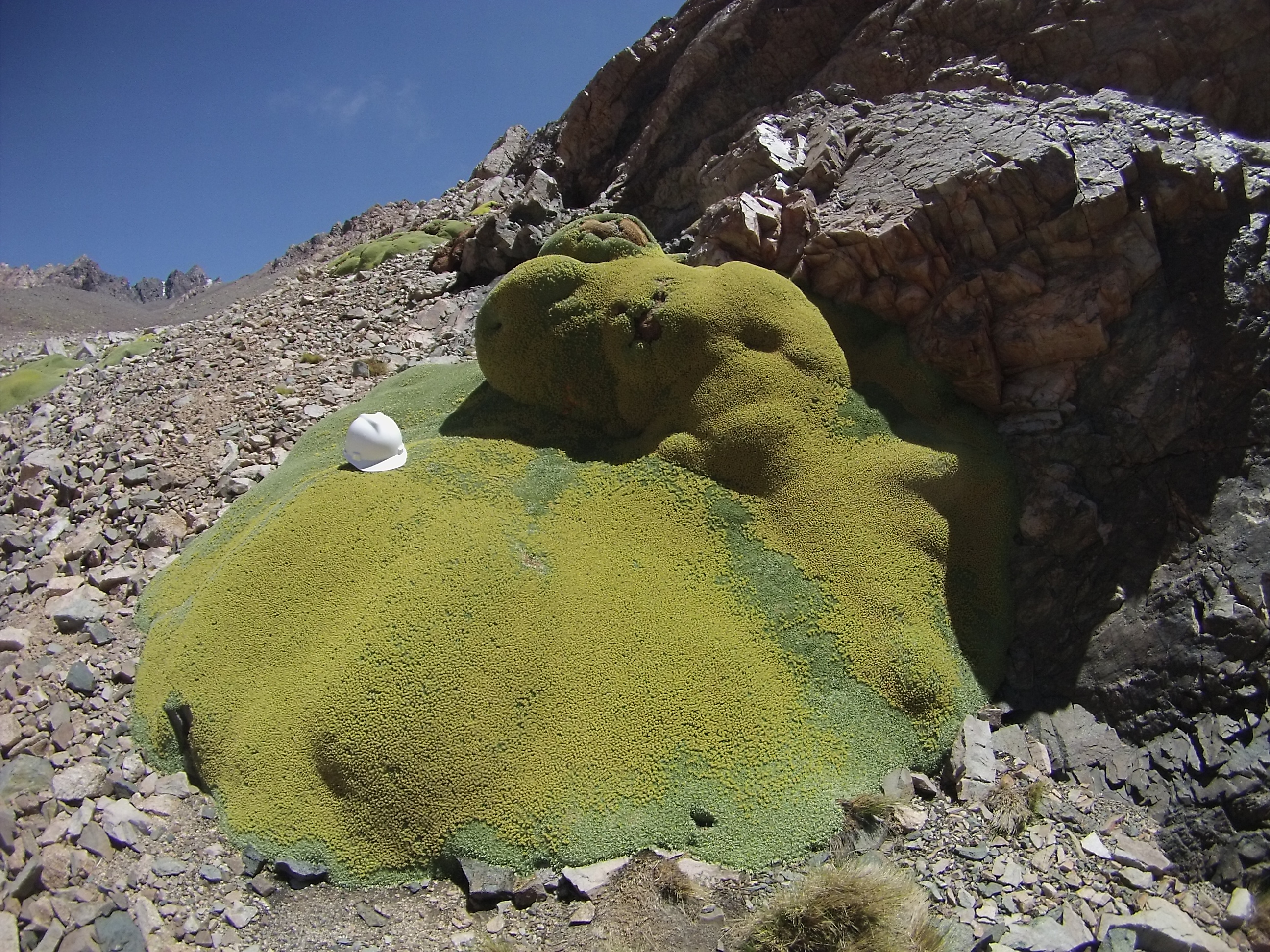
Azorella ruizii.
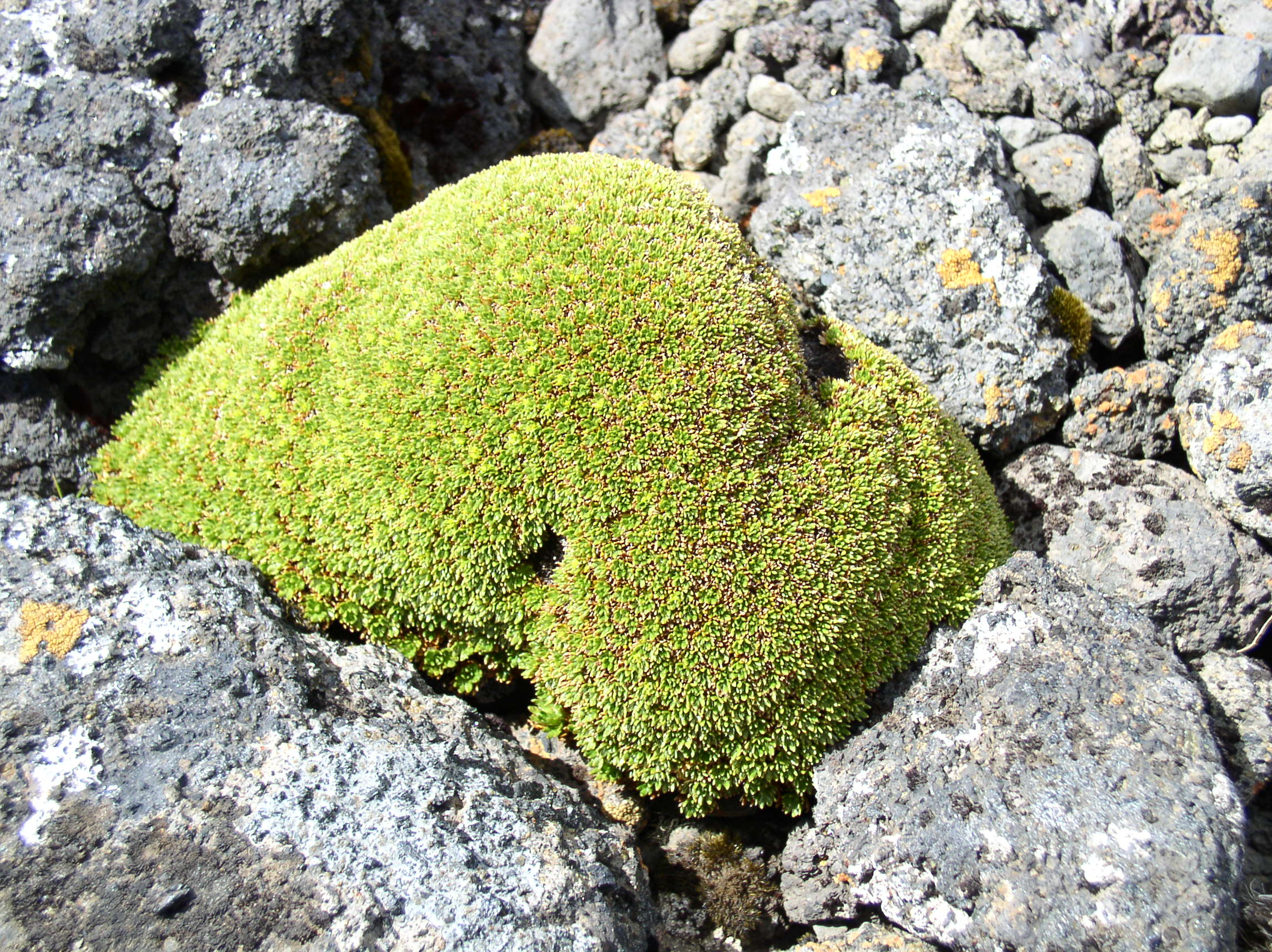
Azorella selago.
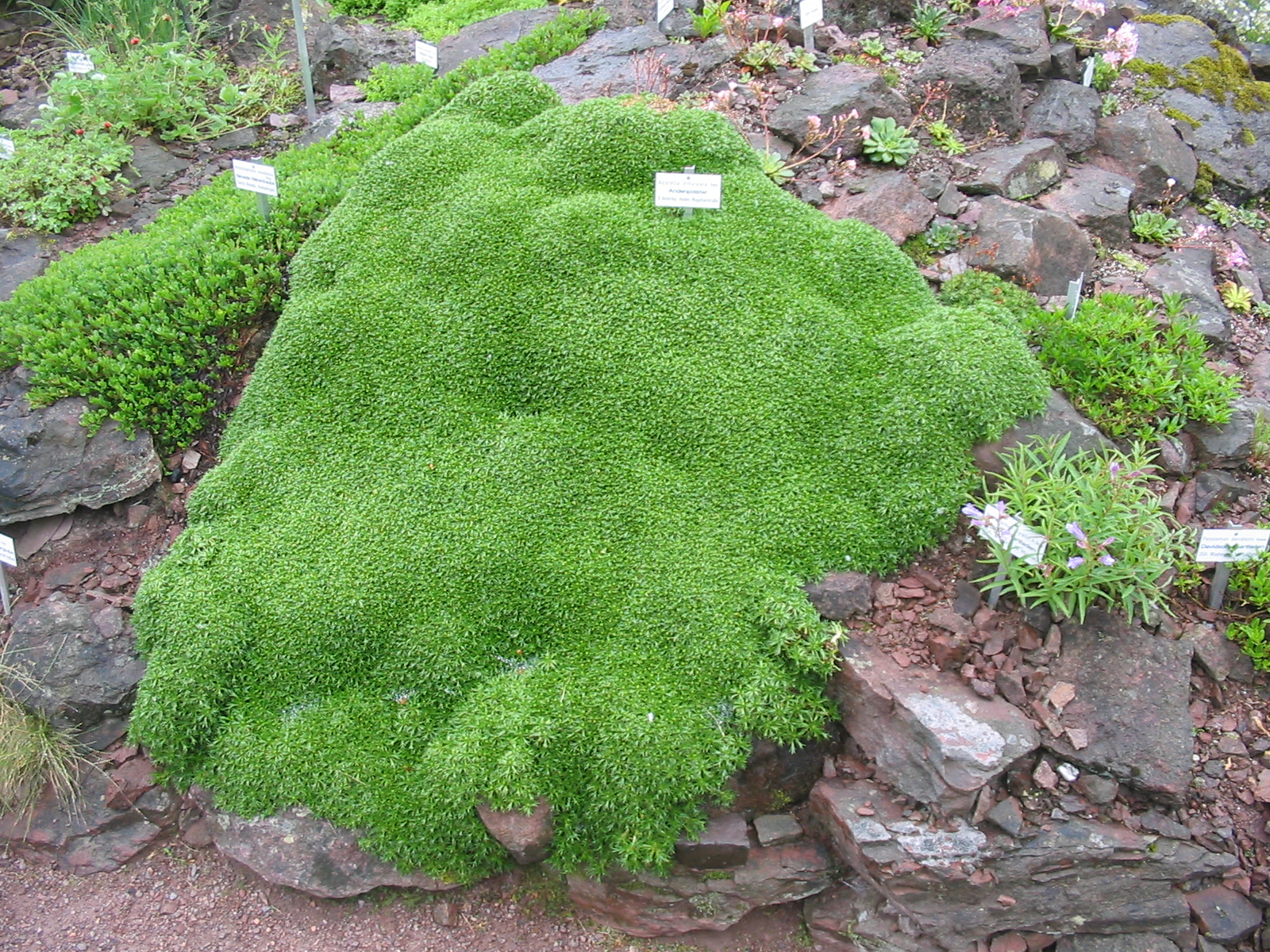
Azorella trifurcata.

## Ensemble des espèces
Liste des espèces selon Plants of the World online (POWO) (5 janvier 2022) :
- Azorella acaulis (Cav.) Drude
- Azorella albovaginata (Gillies & Hook.) G.M.Plunkett & A.N.Nicolas
- Azorella allanii (Cheeseman) G.M.Plunkett & A.N.Nicolas
- Azorella ameghinoi Speg.
- Azorella andina (Phil.) Drude
- Azorella aretioides (Spreng.) Willd. ex DC.
- Azorella biloba (Schltdl.) Wedd.
- Azorella boelckei (Mathias & Constance) G.M.Plunkett & A.N.Nicolas
- Azorella burkartii (Mathias & Constance) G.M.Plunkett & A.N.Nicolas
- Azorella cockaynei Diels
- Azorella colensoi (Domin) G.M.Plunkett & A.N.Nicolas
- Azorella compacta Phil.
- Azorella corymbosa (Ruiz & Pav.) Pers.
- Azorella crassipes Phil.
- Azorella crenata (Ruiz & Pav.) Pers.
- Azorella cryptantha (Clos) Reiche
- Azorella cuatrecasasii Mathias & Constance
- Azorella diapensioides A.Gray
- Azorella diversifolia Clos
- Azorella echegarayi (Hieron.) G.M.Plunkett & A.N.Nicolas
- Azorella exigua (Hook.fil.) Drude
- Azorella filamentosa Lam.
- Azorella fragosea (F.Muell.) Druce
- Azorella fuegiana Speg.
- Azorella haastii (Hook.fil.) Drude
- Azorella hallei (Skottsb.) G.M.Plunkett & A.N.Nicolas
- Azorella hookeri Drude
- Azorella hydrocotyloides (Hook.fil.) Kirk
- Azorella julianii Mathias & Constance
- Azorella lyallii (J.B.Armstr.) G.M.Plunkett & A.N.Nicolas
- Azorella lycopodioides Gaudich.
- Azorella macquariensis Orchard
- Azorella madreporica Clos
- Azorella microphylla (Cav.) G.M.Plunkett & A.N.Nicolas
- Azorella monteroi S.Martínez & Constance
- Azorella multifida (Ruiz & Pav.) Pers.
- Azorella nitens Petrie
- Azorella nivalis Phil.
- Azorella pallida (Kirk) Kirk
- Azorella patagonica Speg.
- Azorella pedunculata (Spreng.) Mathias & Constance
- Azorella polaris (Hombr.) G.M.Plunkett & A.N.Nicolas
- Azorella prolifera (Cav.) G.M.Plunkett & A.N.Nicolas
- Azorella pulvinata Wedd.
- Azorella ranunculus d'Urv.
- Azorella robusta (Kirk) G.M.Plunkett & A.N.Nicolas
- Azorella roughii Kirk
- Azorella ruizii G.M.Plunkett & A.N.Nicolas
- Azorella schizeilema G.M.Plunkett & A.N.Nicolas
- Azorella selago Hook.fil.
- Azorella spinosa (Ruiz & Pav.) Pers.
- Azorella triacantha (Griseb.) Mart.Fernández & C.I.Calviño
- Azorella trifoliolata Clos
- Azorella trifurcata (Gaertn.) Pers.
- Azorella trisecta (H.Wolff) Mart.Fernández & C.I.Calviño
- Azorella ulicina (Gillies & Hook.) G.M.Plunkett & A.N.Nicolas
- Azorella urticulata Griseb.
- Azorella valentini (Speg.) Mart.Fernández & C.I.Calviño